# دايفيد فون إريك
دايفيد فون إريك (بالإنجليزية: David Von Erich)‏ هو مصارع رياضي أمريكي، ولد في 22 يوليو 1958 في دالاس في الولايات المتحدة، وتوفي في 10 فبراير 1984 في طوكيو في اليابان بسبب نوبة قلبية.

## وصلات خارجية
- دايفيد فون إريك على موقع كلية كرة السلة في سبورتس رفرنس.كوم (الإنجليزية)
- دايفيد فون إريك على موقع دبليو دبليو إي (الإنجليزية)
- دايفيد فون إريك على موقع WrestlingData.com (الإنجليزية)
- دايفيد فون إريك على موقع CageMatch worker (الإنجليزية)
- دايفيد فون إريك على موقع قاعدة بيانات المصارعة على الإنترنت (الإنجليزية)
- دايفيد فون إريك على موقع عالم المصارعة على الإنترنت (الإنجليزية)
- دايفيد فون إريك على موقع عالم المصارعة على الإنترنت (الإنجليزية)
- دايفيد فون إريك على موقع IMDb (الإنجليزية)
- دايفيد فون إريك على موقع قاعدة بيانات الفيلم (الإنجليزية)